# Pinchas Lawon

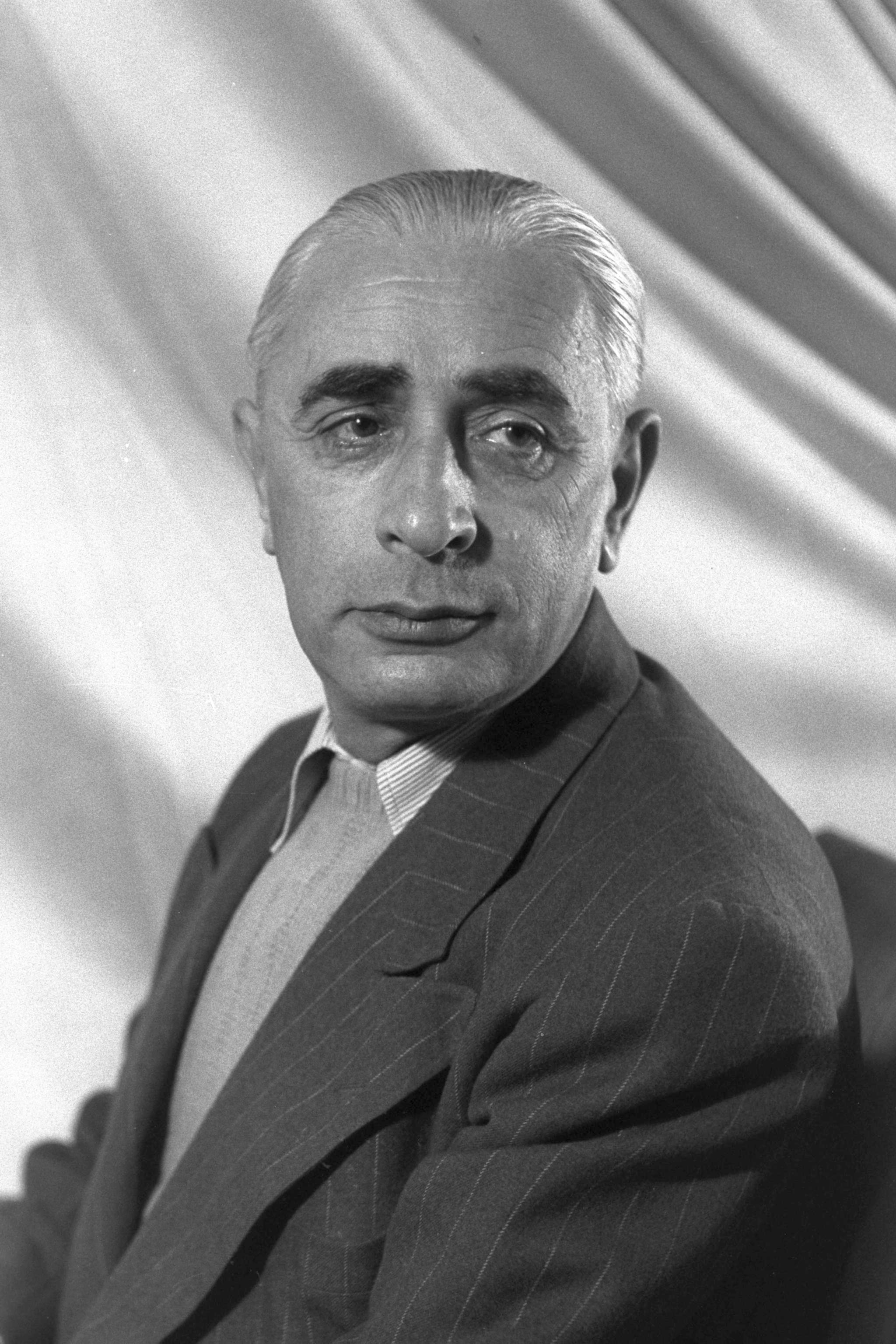
Pinchas Lawon, 1951

Pinchas Lawon (hebräisch פנחס לבון, oft auch nach englischer Schreibweise Pinhas Lavon; geboren als Pinhas Lubianiker am 12. Juli 1904 in Kopytschynzi, Österreich-Ungarn; gestorben am 24. Januar 1976 in Tel Aviv, Israel) war ein israelischer Politiker der Arbeitspartei.

## Leben
Pinchas Lawon besuchte eine jüdische Grundschule, das Gymnasium in Ternopil und erlange einen Abschluss in Rechtswissenschaften in Lemberg. 1929 machte er Alija und wanderte nach Palästina aus. Dort leitete er eine Gruppe, die eine Gemeinde wieder aufbaute, die bei arabischen Aufständen zerstört worden war. In den Jahren 1937–1938 teilte er sich mit Jitzchak Ben Aharon den Posten des Generalsekretärs der Mapai, in deren Exekutiv-Komitee er 1942 gewählt wurde. 1944 wählten die Stimmberechtigten des Jischuvs ihn in die vierte jüdische Repräsentantenversammlung der Mandatszeit. 
Von der ersten israelischen Parlamentswahl 1949 war er bis 1961 Mitglied der Knesset und wurde 1950 in der zweiten Regierung Landwirtschaftsminister. In den beiden folgenden Kabinetten der zweiten Knesset war er Minister ohne Geschäftsbereich und schließlich im fünften Kabinett, unter Mosche Scharet, 1954 Verteidigungsminister; dieses Amt übte er bis zum 21. Februar 1955 aus. Bereits 1949 war er zum Generalsekretär der Histadrut gewählt worden, diesen Posten erhielt er bis 1950 und noch einmal von 1956 bis 1961, als er wegen der Lawon-Affäre, deretwegen er schon als Verteidigungsminister zurücktreten hatte müssen, auch diesen Posten verlor.

## Lawon-Affäre
Die Lawon-Affäre, die die Innenpolitik Israels für ein ganzes Jahrzehnt belastete, kam durch die Aufdeckung jüdischer Spione in Ägypten ins Rollen. Diese griffen amerikanische Ziele in Ägypten an, um diplomatischen Schaden zwischen diesen Ländern anzurichten. Die politische Verantwortlichkeit hierfür war jahrelang ein Streitfall, bei dem auf der einen Seite Mosche Dajan, Schimon Peres und vor allem David Ben Gurion standen, die Lawon verantwortlich machten, und auf der anderen Seite Lawon selbst, der Benjamin Gibli beschuldigte, hinter seinem Rücken die Anschläge geplant zu haben. Obwohl Lawon von Mosche Scharet und Golda Meïr unterstützt wurde und eine siebenköpfige Ministerkommission die Vorwürfe verwarf, unterlag er letztendlich im politischen Ränkespiel und beendete seine politische Karriere.

## Ehrungen
- Das Pinhas Lavon Institute for Labour Movement Research in Tel Aviv-Jaffa wurde nach ihm benannt.[4]